# کپن‌هرست
کپن‌هرست (به انگلیسی: Capenhurst) یک روستا و محله مدنی در بریتانیا است که در چشر غربی و چستر واقع شده‌است. کپن‌هرست ۳۸۰ نفر جمعیت دارد.